# Venustiano Carranza, Tila
Venustiano Carranza är en ort i Mexiko.   Den ligger i kommunen Tila och delstaten Chiapas, i den sydöstra delen av landet, 700 km öster om huvudstaden Mexico City. Venustiano Carranza ligger 927 meter över havet och antalet invånare är 342.
Terrängen runt Venustiano Carranza är kuperad åt nordväst, men åt sydost är den bergig. Venustiano Carranza ligger uppe på en höjd. Runt Venustiano Carranza är det ganska tätbefolkat, med 108 invånare per kvadratkilometer. Närmaste större samhälle är Chulum Cárdenas, 9,2 km sydost om Venustiano Carranza. I omgivningarna runt Venustiano Carranza växer i huvudsak städsegrön lövskog.